# ピーター・ハウストラ
ピーター・エッヘ・ハウストラ（オランダ語: Pieter Egge Huistra, 1967年1月18日 - ）は、オランダ出身の元サッカー選手、現サッカー指導者。ポジションはフォワード、ミッドフィールダー。
オランダ語の"ui"の二重母音は一般的に"アイ"の発音が近いと考えられているが、Huistraの場合は定着したハウストラ表記が多い。

## 経歴

### 現役時代
オランダ・フリースラント州のアマチュアクラブ、ドラフツテル・ボーイズ出身。
エールディヴィジ (1部)・FCフローニンゲンとプロ契約し、1984年9月5日対フェーンダム戦にでリーグ戦デビューする。その後1シーズンのみBVフェーンダムに在籍し1987年にFCトゥウェンテへ移籍した。ここで左ウィングとして才能を開花させ、1988年にはオランダ最優秀若手賞に輝き、オランダ代表にも選ばれた。1988年11月16日対イタリア代表戦で代表デビュー。1990 FIFAワールドカップを戦うメンバーへの召集は有力であったものの、怪我でメンバー入りを逃した。
同1990年、スコットランド・フットボールリーグのレンジャーズFCへ移籍、ウォルター・スミス監督の下、在籍した5シーズンすべてでリーグ戦優勝に貢献し9連覇の一端を担った。この間の1992-93シーズンにはUEFAチャンピオンズリーグに出場、6試合で2アシストを記録した。
1995年からはオランダ人のビム・ヤンセン監督率いるサンフレッチェ広島に2シーズン在籍、3トップの左ウイングや左サイドハーフとしてプレー、ドリブルからの正確無比なピンポイントクロスで多くのチャンスを演出、チャンスメーカーとして活躍を見せて多くのアシストを決めるだけでなく(1996年のリーグ戦では、ゴール数は7であったが、二桁のアシストを記録した。)、献身的なプレーでもチームに貢献していた。また、甘いマスクで女性人気も集めた。
1995年のJリーグ開幕戦となったセレッソ大阪戦でデビュー、クロスで再三チャンスを演出するも0-1で敗れた。続く第2節、3月22日の清水エスパルス戦でJリーグ初ゴール。同年の第75回天皇杯全日本サッカー選手権大会では、準決勝のガンバ大阪戦で、高木琢也の先制点をクロスでアシスト、更に決勝点を決めてチームを決勝に導いた。しかし、決勝の名古屋グランパスエイト戦では怪我を抱えていたことから、後半途中までしかプレーすることが出来ず、チームも敗れて準優勝に終わった。Jリーグでは通算63試合13ゴール、リーグカップでは14試合5ゴールの成績を残した。1996年シーズン終了後、ビム・ヤンセン監督退任に伴ってサンフレッチェを退団した。
1997年春に古巣のフローニンゲンに戻り、同年夏にベルギー1部のリールセSKへ移籍し3シーズンプレー、1997-98シーズンはUEFAチャンピオンズリーグに出場、予備予選2試合とグループステージの5試合に出場し、スポルティングCP戦では得点も決めた。最終年の1999-2000シーズン中にアキレス腱に大怪我を負った。翌2000年にオランダへ戻りRBCローゼンダールへ移籍するものの怪我が原因で引退した。

## 指導者経歴
引退後はフローニンゲンでユースコーチ、2005年から2008年までフィテッセでアシスタントコーチを歴任した。
2009年4月アヤックスコーチであるロブ・ウィツヘの怪我に伴い暫定でアヤックスのアシスタントコーチに就任、シーズン終了後もそのままアヤックスに留まり、アドリー・コスターの後任として下部組織であるアヤックス・アカデミー監督に就任した。
2009年、FCフローニンゲン監督のロン・ヤンスが勇退すると発表、後任として2010年6月監督に就任した。ただ翌2011-12シーズン低迷したことから2012年5月に解任される。
2012年からエールステ・ディヴィジのデ・フラーフスハップ監督を務める。同シーズン8位に終わり昇格ならず、翌シーズンも監督を務めたがチームが機能していないとGMに判断され2013年12月解任された。
2014年12月、サッカーインドネシア代表のテクニカルディレクターに就任した。
2016年1月、福島県社会人サッカーリーグ2部のいわきFC監督に就任。「いつか指導者として日本に戻ってきたいと思っていた。自分の経験を生かしたい」と抱負を語った他、東日本大震災被災地からのJリーグ加盟を目指すクラブからのオファーに「興奮した。津波で大きな被害を受けたいわきでこのプロジェクトをやることは、とても特別なことだと感じた」と語った。指揮した10を全勝してチームを1部昇格に導くも、チームとの方向性の違いから僅か1年で退任した。
2017年3月30日、スロバキアのASトレンチーンのテクニカルアドバイザーに就任。しかし、同年6月25日にはウズベキスタンに渡りFCパフタコール・タシュケントでショタ・アルベラーゼ監督のアシスタントコーチを務めることになった。2020年末、アルベラーゼの退任に伴い監督に就任。2022年1月10日、契約満了でパフタコールを退団。
2023年2月21日、インドネシア・リーガ1のボルネオFCサマリンダ監督に就任。

## その他
サンフレッチェ広島時代の日本での2年間の生活を振り返り、「広島はよく整備された素晴らしい街で、誰もが親しく接してくれた。」と広島への愛着を語っていた。

## 個人成績
| 国内大会個人成績 | 国内大会個人成績 | 国内大会個人成績 | 国内大会個人成績 | 国内大会個人成績 | 国内大会個人成績 | 国内大会個人成績 | 国内大会個人成績 | 国内大会個人成績 | 国内大会個人成績 | 国内大会個人成績 | 国内大会個人成績 |
| 年度             | クラブ           | 背番号           | リーグ           | リーグ戦         | リーグ戦         | リーグ杯         | リーグ杯         | オープン杯       | オープン杯       | 期間通算         | 期間通算         |
| 年度             | クラブ           | 背番号           | リーグ           | 出場             | 得点             | 出場             | 得点             | 出場             | 得点             | 出場             | 得点             |
| オランダ         | オランダ         | オランダ         | オランダ         | リーグ戦         | リーグ戦         | リーグ杯         | リーグ杯         | KNVBカップ       | KNVBカップ       | 期間通算         | 期間通算         |
| ---------------- | ---------------- | ---------------- | ---------------- | ---------------- | ---------------- | ---------------- | ---------------- | ---------------- | ---------------- | ---------------- | ---------------- |
| 1984-85          | フローニンゲン   |                  | エールディヴィジ | 10               | 1                |                  |                  |                  |                  |                  |                  |
| 1985-86          | フローニンゲン   |                  | エールディヴィジ | 7                | 0                |                  |                  |                  |                  |                  |                  |
| 1986-87          | フェーンダム     |                  | エールディヴィジ | 33               | 5                |                  |                  |                  |                  |                  |                  |
| 1987-88          | トゥウェンテ     |                  | エールディヴィジ | 34               | 8                |                  |                  |                  |                  |                  |                  |
| 1988-89          | トゥウェンテ     |                  | エールディヴィジ | 34               | 6                |                  |                  |                  |                  |                  |                  |
| 1989-90          | トゥウェンテ     |                  | エールディヴィジ | 25               | 3                |                  |                  |                  |                  |                  |                  |
| スコットランド   | スコットランド   | スコットランド   | スコットランド   | リーグ戦         | リーグ戦         | S・リーグ杯      | S・リーグ杯      | スコティッシュ杯 | スコティッシュ杯 | 期間通算         | 期間通算         |
| 1990-91          | レンジャーズ     |                  | FL               | 27               | 4                |                  |                  |                  |                  |                  |                  |
| 1991-92          | レンジャーズ     |                  | FL               | 32               | 5                |                  |                  |                  |                  |                  |                  |
| 1992-93          | レンジャーズ     |                  | FL               | 30               | 4                |                  |                  |                  |                  |                  |                  |
| 1993-94          | レンジャーズ     |                  | FL               | 21               | 6                |                  |                  |                  |                  |                  |                  |
| 1994-95          | レンジャーズ     |                  | FL               | 15               | 3                |                  |                  |                  |                  |                  |                  |
| 日本             | 日本             | 日本             | 日本             | リーグ戦         | リーグ戦         | リーグ杯         | リーグ杯         | 天皇杯           | 天皇杯           | 期間通算         | 期間通算         |
| 1995             | 広島             | -                | J                | 35               | 6                | -                | -                | 5                | 2                | 40               | 8                |
| 1996             | 広島             | -                | J                | 28               | 7                | 14               | 5                | 0                | 0                | 42               | 12               |
| オランダ         | オランダ         | オランダ         | オランダ         | リーグ戦         | リーグ戦         | リーグ杯         | リーグ杯         | KNVBカップ       | KNVBカップ       | 期間通算         | 期間通算         |
| 1996-97          | フローニンゲン   |                  | エールディヴィジ | 9                | 2                |                  |                  |                  |                  |                  |                  |
| ベルギー         | ベルギー         | ベルギー         | ベルギー         | リーグ戦         | リーグ戦         | リーグ杯         | リーグ杯         | ベルギー杯       | ベルギー杯       | 期間通算         | 期間通算         |
| 1997-98          | リールセ         |                  | 1部              | 32               | 11               |                  |                  |                  |                  |                  |                  |
| 1998-99          | リールセ         |                  | 1部              | 22               | 0                |                  |                  |                  |                  |                  |                  |
| 1999-00          | リールセ         |                  | 1部              | 0                | 0                |                  |                  |                  |                  |                  |                  |
| オランダ         | オランダ         | オランダ         | オランダ         | リーグ戦         | リーグ戦         | リーグ杯         | リーグ杯         | KNVBカップ       | KNVBカップ       | 期間通算         | 期間通算         |
| 2000-01          | ローゼンダール   |                  | エールディヴィジ | 0                | 0                |                  |                  |                  |                  |                  |                  |
| 通算             | オランダ         | オランダ         | エールディヴィジ | 152              | 25               |                  |                  |                  |                  |                  |                  |
| 通算             | スコットランド   | スコットランド   | FL               | 125              | 22               |                  |                  |                  |                  |                  |                  |
| 通算             | 日本             | 日本             | J                | 63               | 13               | 14               | 5                | 5                | 2                | 82               | 20               |
| 通算             | ベルギー         | ベルギー         | 1部              | 54               | 11               |                  |                  |                  |                  |                  |                  |
| 総通算           | 総通算           | 総通算           | 総通算           | 394              | 61               |                  |                  |                  |                  |                  |                  |

### 代表成績
| オランダ代表 | 国際Aマッチ | 国際Aマッチ |
| 年           | 出場        | 得点        |
| ------------ | ----------- | ----------- |
| 1988         | 1           | 0           |
| 1989         | 4           | 0           |
| 1990         | 0           | 0           |
| 1991         | 3           | 0           |
| 通算         | 8           | 0           |

## タイトル

### 選手時代
リールセSK
- ベルギー・スーパーカップ：1回（1997）

### 指導者時代
いわきFC
- 福島県社会人サッカーリーグ2部：1回（2016）
- 全国クラブチームサッカー選手権大会：1回（2016）